# Renzo Pezzani
Renzo Pezzani (Parma, 4 giugno 1898 – Castiglione Torinese, 14 luglio 1951) è stato un poeta e scrittore italiano.

## Biografia

Renzo Pezzani

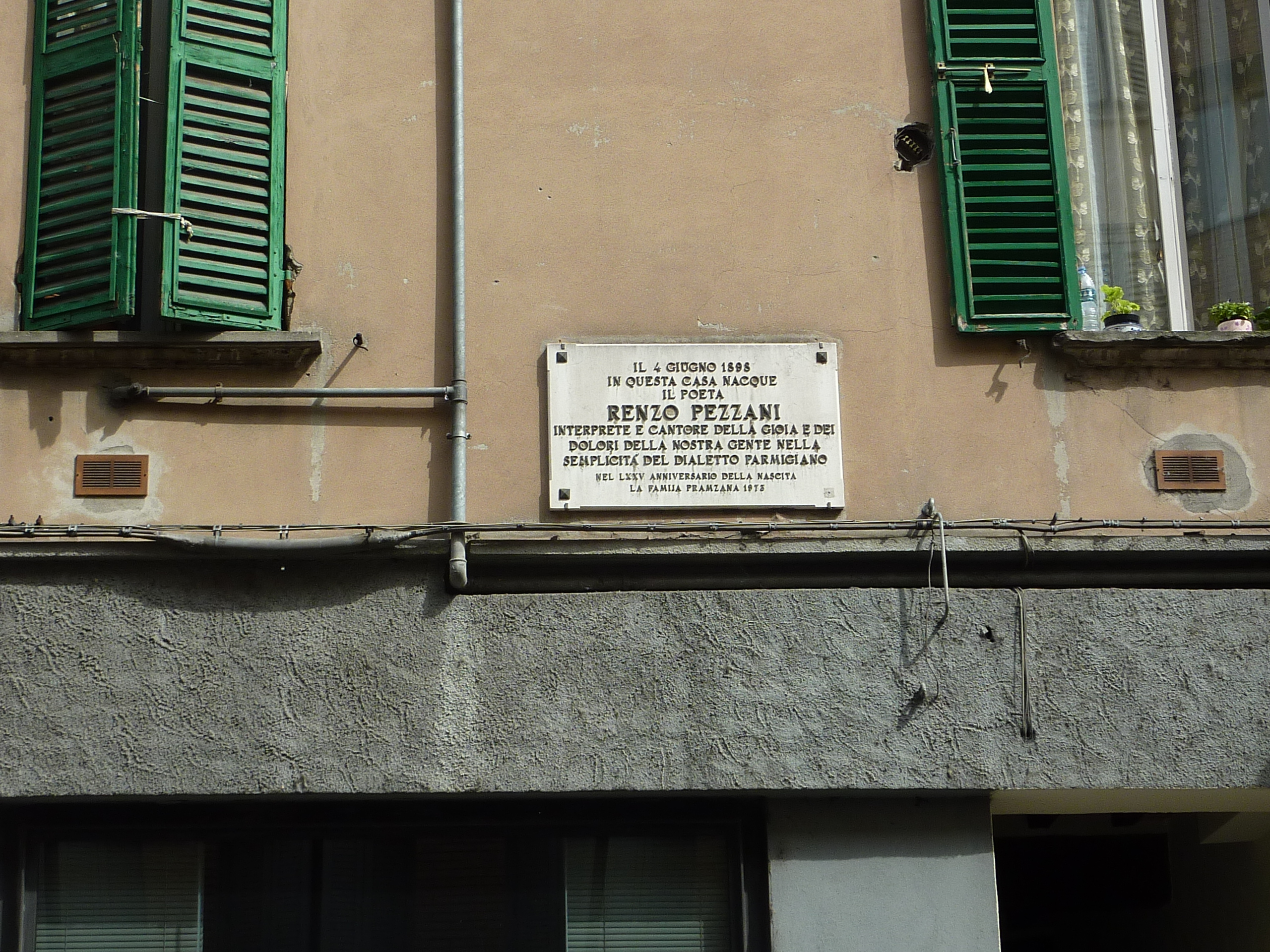
Targa commemorativa sulla casa natale di Renzo Pezzani in via Bixio a Parma.

Dopo aver ottenuto il diploma di maestro elementare, agli inizi degli anni venti divenne insegnante e iniziò a scrivere.
Fondò la rivista Difesa artistica, collaborò anche con altre riviste quali il Giornale del Balilla, Cuor d'Oro e Corriere dei Piccoli. Nella sua copiosa produzione numerosi sono i volumi di letture per bambini e per le scuole elementari, poesie in lingua e in dialetto parmigiano, testi per opere musicali. Tradusse dal francese il romanzo Il segno sulle mani (Le signe sur les mains) dello scrittore cattolico Émile Baumann (1868-1951).
Nella sua carriera di poeta verrà affiancato per un certo periodo dallo scultore parmense Pietro Carnerini che rappresenterà le sue opere presenti nel volume “Artigli” del 1923 con incisione secondo lo stile della xilografia .
Nel 1926 abbandonò l'insegnamento per disagi nati da questioni politiche.
È morto a Castiglione Torinese ed è tumulato a Parma, presso il cimitero della Villetta.

## Opere
Nota: l'elenco non è completo. 
- Ombre (versi), Parma, M. Fresching, 1920.
- Artigli, Eto, Parma 1923.
- La Stella verde, storia d'un ragazzo e d'un sogni (romanzo fiabesco), Torino, Società editrice internazionale, 1926.
- La rondine sotto l'arco (liriche), Torino, Società editrice internazionale, 1926.
- Il sogno di un piccolo re (fiaba in versi, illustrata da E. Carboni), Società editrice internazionale, 1926.
- Racconti del coprifuoco, Pavia, Artigianelli, 1930.
- L'usignolo nel claustro (liriche), Milano, Ed. Alpes, 1930.
- Corcontento (romanzo per ragazzi), Torino, Società editrice internazionale, 1931.
- Angeli verdi (canzoniere degli alberi italiani), Società editrice internazionale, 1932.
- L'apostolo dell'illusione, Pavia, Artigianelli, 1933.
- Sole, solicello, Brescia, La Scuola Editrice Tip., 1933
- Credere (quattordici racconti), Torino, Società editrice internazionale, 1934.
- La casa del padre, Pavia, Ancora, 1935.
- Il viatico nella tempesta (racconto), Vicenza, Tip. Commerciale Editrice, 1935.
- Belverde (canzonette), Torino, Società editrice internazionale, 1935.
- Ruggine (fiabe), Torino, Società editrice internazionale, 1937.
- Bornisi (versi in dialetto parmigiano, con cinque disegni dell'autore), Parma, [s.n.], 1939.
- La stirpe prediletta (dieci racconti eroici), Torino, Società editrice internazionale, 1940.
- Il grano d'incenso (operetta in tre atti per la musica di don Giuseppe Biella), Pavia, Ancora, 1940.
- Il re artigiano e altri racconti, Torino, Il Verdone, 1943.
- Tarabacli (versi in dialetto parmigiano), Torino, Edizioni Il Verdone, 1943.
- Gesù, Giuseppe, Maria (leggende cristiane illustrate da L. Barilli), Torino, Edizioni Il Verdone, 1943.
- Oc' luster (poesie parmigiane), Parma, ed. Famija Pramzana, 1950.
- Odor di cose buone (raccolta di poesie illustrate da Angiola Resignani), G.B. Paravia & C., 1950.
- Orchidea nera (romanzo avventuroso), Torino, Società editrice internazionale, 1950.
- Innocenza, Torino, Società editrice internazionale, 1950.
- L'acqua
- Ecco l'Italia
- Preghiera del Milite Ignoto

## Riconoscimenti
Diversi istituti scolastici portano il nome del poeta: tra questi la scuola elementare "Renzo Pezzani" di San Lazzaro di Savena, la scuola primaria "Renzo Pezzani" di Via Giovanni XXIII a Lodi, la scuola primaria "Renzo Pezzani" di Castiglione Torinese, l'Istituto comprensivo (scuola primaria e secondaria) "Renzo Pezzani" di via Martinengo a Milano, l'omonima scuola elementare di Piazza dei Mirti di Roma, la scuola dell’infanzia e la scuola primaria a Genova dedicata a Renzo Pezzani, facenti parte dell’Istituto Comprensivo Sestri, quella primaria di via Puccini a Parma, quella primaria di via Wibicky a Reggio Emilia e a Piacenza in via Emmanueli.